# Giuseppa Bassano
Giuseppa Bassano, detta Giusy (Palermo, 10 ottobre 1992), è una calciatrice italiana, di ruolo attaccante.

## Palmarès

### Club
- Campionato italiano di Serie B: 2

Acese: 2014-2015
Pink Sport Time: 2016-2017